# Sintoria lagunae
Sintoria lagunae là một loài ruồi trong họ Asilidae. Sintoria lagunae được Wilcox miêu tả năm 1972. Loài này phân bố ở vùng Tân nhiệt đới.